# ماتياس هاين
ماتياس هاين (بالألمانية: Mathias Hain) (31 ديسمبر 1972 بغوسلار في ألمانيا - ) هو لاعب كرة قدم ألماني في مركز حراسة المرمى. لعب مع آينتراخت براونشفايغ وأرمينيا بيليفيلد وغرويتر فورت ونادي سانت باولي.

## وصلات خارجية
- ماثياس هاين على موقع قاعدة بيانات كرة القدم.إي يو (الإنجليزية)
- ماثياس هاين على موقع بيانات كرة القدم. دي إي (الألمانية)
- ماثياس هاين على موقع عالم كرة القدم.نت (الإنجليزية)